# Dualidade de Alvis-Curtis
Em matemática, a dualidade de Alvis-Curtis é uma operação de dualidade nos caracteres de um grupo redutivo sobre um corpo finito, introduzido por Charles W. Curtis em 1980. Kawanaka (1981-1982) introduziu uma operação de dualidade semelhante para álgebras de Lie.

## Definição formal
A ζ* dual de um caratere ζ de um grupo finito G com uma separação em par (B, N) é definida como sendo
{\displaystyle \zeta ^{*}=\sum _{J\subseteq R}(-1)^{J}\zeta _{P_{J}}^{G}}
Neste caso, a soma é sobre todos os  subconjuntos J do conjunto R de raízes simples do sistema Coxeter de G.
O caratere ζ
PJ é o  truncamento de ζ para o subgrupo parabólico PJ do subconjunto J, dado pela restrição ζ a PJ e, em seguida, tomando o espaço das  invariantes do radical unipotente de PJ , e ζG
PJ é a representação induzida de G.